# Christisonia neilgherrica
Christisonia neilgherrica är en snyltrotsväxtart som beskrevs av Gardn.. Christisonia neilgherrica ingår i släktet Christisonia och familjen snyltrotsväxter. Inga underarter finns listade i Catalogue of Life.